# Козявка кальмарская
Козявка кальмарская (лат. Galerucella calmariensis) — вид листоедов (Chrysomelidae) из подсемейства козявок (Galerucinae).

## Распространение
Встречается в палеарктическом регионе от Каталонии до Японии.

## Экология и местообитания
Кормовое растение и имаго и личинки — листья дербенника иволистного, или плакун-травы (Lythrum salicaria).

## Вариетет
- Galerucella calmariensis var. lythri (Gyllenhal, 1813)